# Nicolas Owona
Nicolas Owona (nascido em 14 de fevereiro de 1952) é um ex-ciclista olímpico camaronês. Owona representou o seu país durante os Jogos Olímpicos de Verão de 1972, 1976 e 1980.